# Jocza Savits

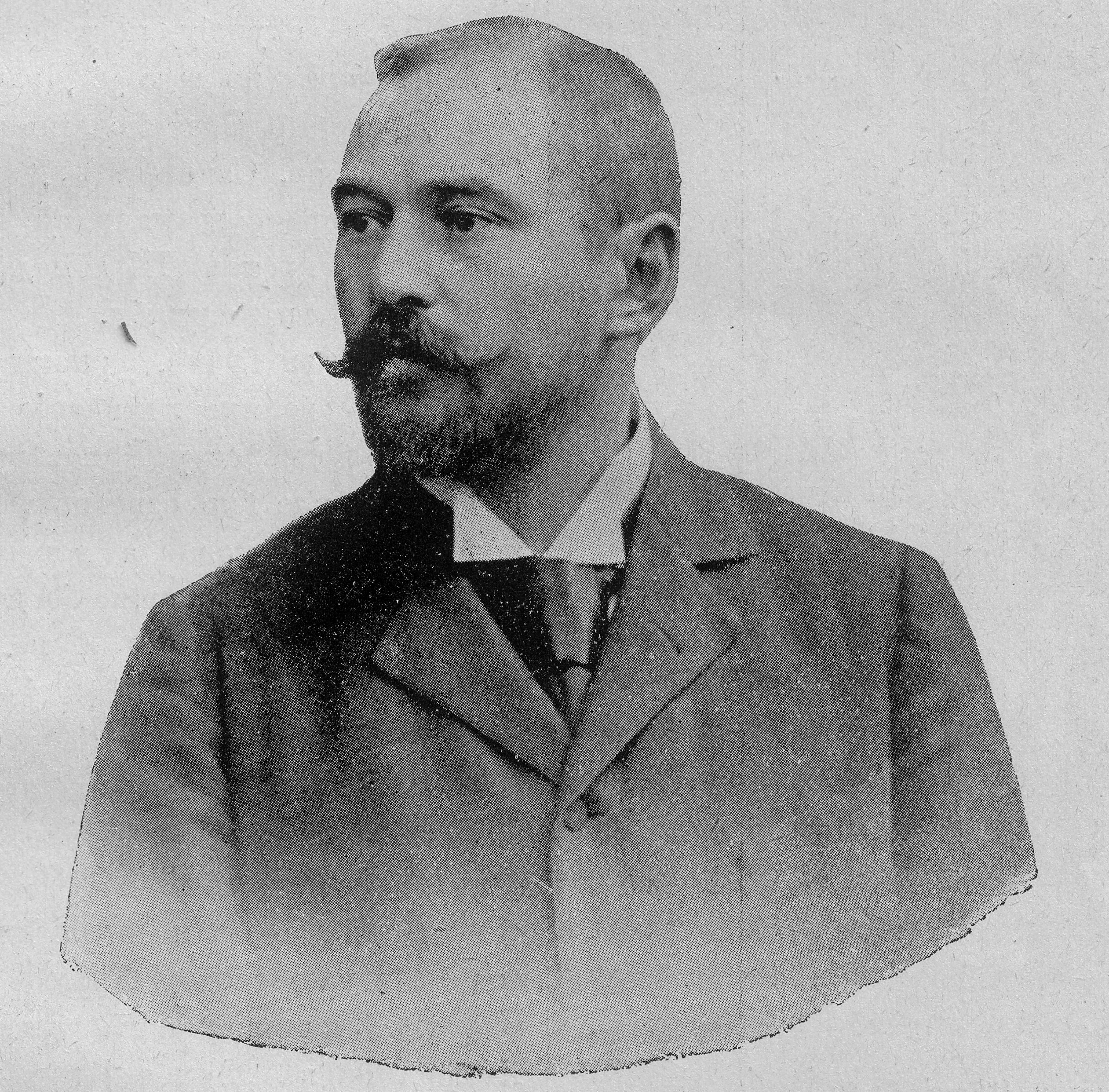
Jocza Savits

Jocza Savits (serbisch Joca Savić und Јоца Савић) (* 10. Mai 1847 in Törökbecse, Komitat Torontál, Königreich Ungarn; † 7. Mai 1915 in München) war ein ungarischer Schauspieler, ab 1875 Regisseur und Schriftsteller.

## Leben
Als Sohn eines Kaufmannes lebte er ab 1854 in Wien, wo er eine Kaufmannslehre aufnahm und ein Schauspielstudium bei Adolf von Sonnenthal abschloss.
1865 spielte er in Basel und St. Gallen, 1866 in Augsburg, 1867 debütierte er auf Vermittlung von Franz von Dingelstedt als Arnold von Melchtal am Hoftheater in Weimar in Schillers „Wilhelm Tell“, wo er mit einer Unterbrechung, 1869 bis 1870 am Burgtheater, im Fach des jugendlichen Helden, Bonvivants und komischen Liebhabers, bis 1883 war.
1884 bis 1885 war er Oberregisseur und artistischer Leiter am Nationaltheater Mannheim.
Ab 1885 war er Regisseur ab 1896 bis 1906 war er Oberregisseur am Nationaltheater München.
Er führte Regie bei Dramen von Franz Grillparzer und der Zarzuela.
1889 brachte er mit dem Intendanten Karl von Perfall und dem Bühnentechniker Carl Lautenschläger das Stück König Lear auf die Drehbühne.
Er verfasste theatertheoretische Schriften und übersetzte Émile Zolas Thérèse Raquin.
Er war Mitglied der Genossenschaft der Dt. Bühnen-Angehörigen, 1896 Ehrenmitglied. Er ist auf dem Münchner Nordfriedhof begraben.

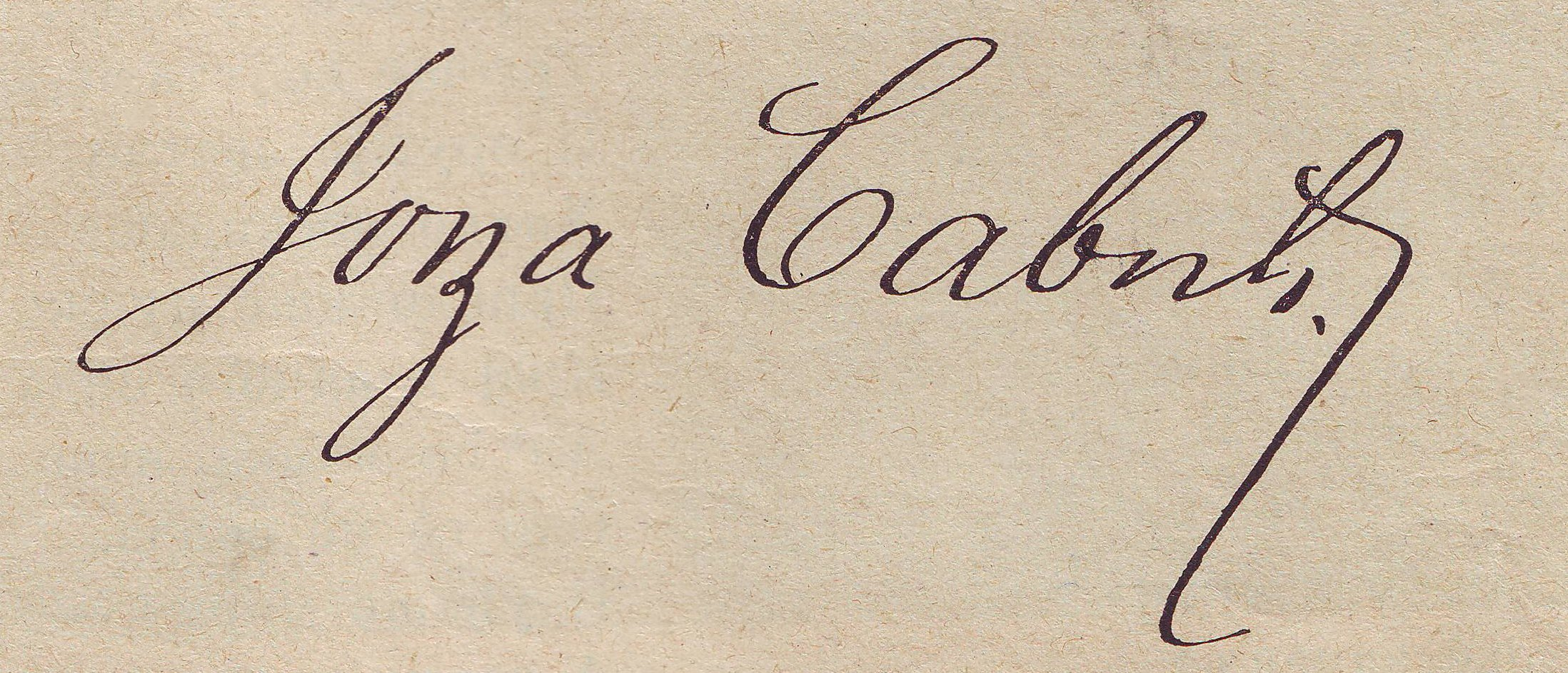
Unterschrift von Jocza Savits

## Ehrung
Nach Savits ist seit 1930 die Savitsstraße in München benannt, die die Stadtteile Daglfing und Johanneskirchen verbindet.

## Werke (Auswahl)
- Von der Absicht des Dramas – dramaturgische Betrachtungen über die Reform der Szene, namentlich Hinblick auf die Shakespearebühne in München. Etzold, München 1908.
- Das Naturtheater. Eine Studie. Piper, München, 1909.
- Der Schauspieler und das Publikum. Engl, München 1911.
- Die erste Vorstellung des Misanthrope von Molière am 4. Juni 1666 am Theater des Palais Royal zu Paris. Engl, München 1914.
- Shakespeare und die Bühne des Dramas – Erfahrungen und Betrachtungen. Cohen, Bonn 1917.